# 김대경 (1991년)
김대경(한국 한자: 金大景, 1991년 9월 2일 ~ )은 대한민국의 축구 선수이다. 현재 안산 그리너스소속이다.

## 선수 경력
2013시즌을 앞두고 수원 삼성 블루윙즈에 번외지명되며 프로 무대에 데뷔했다. 신인임에도 많은 기회를 받으며 22경기 1골 1도움의 성적을 올렸다.
하지만 2014시즌에는 존재감을 보이지 못한채 1경기 출전에 그치고 말았다. 2014년 5월 22일, 박지성의 고별 경기 기념으로 치러진 PSV 에인트호번과의 친선 경기에서 후반 26분 결승골을 기록하여 팀의 1-0 승리에 일조하였다.
2015 시즌을 앞두고 인천 유나이티드로 이적하였다. 인천 이적후에는 기존의 윙어 포지션에서 수비수인 풀백 포지션으로 모습을 보이고 있다.
2016년 10월 29일 포항 스틸러스와의 경기에서 인천 이적 후 첫 골을 성공시켰다.
2017 시즌 두번째 경기인 대구 FC전에 출전해 팀이 0:2로 뒤지던 중 두골을 넣어 팀을 패배의 위기에서 구해내며 화려한 시작을 알리는 듯 했으나 바로 다음 경기인 3월 18일 전북 현대 모터스와의 경기에서 아킬레스건 파열이라는 큰 부상을 당해 한 시즌 전체를 재활로 보내게 됐다.
2019시즌 여름 사회복무요원으로 군 복무를 하게 되었다는 소식이 전해졌다. 이후 K3리그의 시흥 시민축구단으로 임대되었다.
2021 시즌 중, 군 복무를 끝내고 인천으로 복귀하였다.